# Олів'є Грюнер
Олівьє Грюнер (фр. Olivier Gruner; народ. в 1960 р.) — французький актор.

## Біографія
Олівьє Грюнер народився в Парижі 2 серпня 1960 р .В 11 років Олівьє переглядав фільми з участю Брюса Лі, і захопився бойовим мистецтвом. Він почав вивчати «Шотокан карате», а потім бокс і кікбоксинг. Майбутній актор настільки цим захопився, що навіть в 18 років не пішов навчатися до Вищого навчального закладу, а вступив в ряди десантно-диверсійних військ. Там він вивчав дайвінг, навчився стрибати з парашутом. Також, освоїв основи альпінізму. В 1981 році Олівьє пішов із армії, щоб продовжити займатися кікбоксингом професійно. Але йому потрібно було платити за навчання, і тому, Олівьє підробляв тренером, інструктором, оператором підйому для гірськолижників. Професійно він почав працювати кікбоксером у Франції в 1984 році. Після десяти боїв Олівьє став чемпіоном Франції в середній вазі. В 1986 році він став світовим чемпіоном по кікбоксингу в середній вазі, і здійснив свою давню мрію. Через деякий час, Олівьє обрав кар'єру моделі, а потім — актора, яка принесла йому зйомки в майже 30 фільмах і декількох серіалах. Зараз актор веде активний спосіб життя: займається лижним спортом, стрибає з парашутом, і знайшов собі нове хобі — серфінг.
Також, Олівьє створює навчальні фільми по кікбоксингу, і випускає власну лінію одягу O.G. (Olivie Gruner)

## Фільмографія
- 1990 — Місто янголів/Angel Town …Jacques
- 1993 — Немезида/Nemesis …Алекс
- 1994 — Кіборг-охоренць/Automatic …Джей 269
- 1995 — Французький бокс / Savate…Джозеф Чарлегранд
- 1997 — В полоні швидкості /Velocity Trap …Офіцер Реймонд Стокс
- 1997 — Найманець/Mercenary …Капітан Карл «Яструб» Мей
- 1997 — Найманець 2/Mercenary II: Thick & Thin …Капітан Карл «Яструб» Ме
- 1997 — Сават (Французький бокс)/Savate …Джозеф Чарлегранд
- 1997 — Дикун/Savage …Дикун/Алекс
- 1998 — Марс/Mars …Кошен Темплер
- 1998 — Динаміт/T.N.T. …Алекс
- 1999 — Перехоплювачі/Interceptors …Лейтенант Шон Ламберт
- 1999 — Білий поні/The White Pony …Jacques
- 2000 — Куміте /Kumite …Майкл Роджерс
- 2000 — Психопат Джек/Crackerjack 3 …Маркус Клей
- 2001 — Живий товар/G.O.D. (Guaranteed On Delivery) …Едріан Камінскі
- 2001 — Вища честь/Extreme Honor …Коді
- 2002 — Арена/The Circuit …Дірк Лонгстріт
- 2002 — Бойова еліта/Power Elite …Капітан
- 2002 — Арена 2:Останній раунд/The Circuit 2: The Final Punch …Дірк Лонгстріт
- 2002 — Перехоплювачі 2/Interceptor Force 2 …Лейтенант Шон Ламберт
- 2003 — Правила гри/Deadly Engagement …Пол Джерард
- 2005 — Легка мішень/Soft Target …Yordan
- 2005 — Спецназ 3:операція"Відплата"/SWAT: Warhead One …Люк Ремі
- 2006 — Арена 3: вуличний монах/The Circuit 3: Street Monk …Дірк Лонгстріт
- 2007 — Ближній бій / Blizhniy Boy: The Ultimate Fighter
- 2009 — Війна братів/Brother's war
- 2010 — Одна ніч/One Night …Звір
- 2010 — Казки про стародавню імперію / Tales of an Ancient Empire
- 2022 — Напад на Ріо Браво / Assault on Rio Bravo